# فرودگاه لوژو لانتیان
فرودگاه لوژو لانتیان (به انگلیسی: Luzhou Lantian Airport) یک فرودگاه همگانی با کد یاتا LZO است که یک باند فرود بتن دارد و طول باند آن ۲۴۰۰ متر است. این فرودگاه در کشور چین قرار دارد.

## شرکت‌های هواپیمایی و مقصدهای پروازی
| شرکت‌های هواپیمایی      | مقصدهای پروازی                                                                  |
| ---------------------- | ------------------------------------------------------------------------------- |
| ایر چاینا              | بایون گوآنگجو                                                                   |
| هواپیمایی شرقی چین     | پکن، داوچنگ یادینگ، هانگجو ژیاشان، کونمینگ چانگشوی، شانگهای پودنگ، ووهان تیانهه |
| China Express Airlines | لانگ‌دونگ‌بائو گوئی‌یانگ                                                           |
| هواپیمایی جنوبی چین    | شنژن بن                                                                         |
| Lucky Air              | لیجیانگ سانی، نانجینگ لوکو                                                      |
| تیانجین ایرلاینز       | نانینگ ووژو، شی‌آن شیان‌یانگ                                                      |
| ژیامن ایرلاینز         | چانگشا هوانگهوا، زیامن گائوچی                                                   |